# FA Cup 2000/01
Der FA Cup 2000/01 war die 120. Austragung des weltweit ältesten Fußballpokalturniers; The Football Association Challenge Cup, oder kurz FA Cup. Der Pokalwettbewerb endete mit dem Finale am 12. Mai 2001 erstmals außerhalb Englands im Millennium Stadium in Cardiff, Wales. Nach 78 Jahren fand das Endspiel nicht im Wembley-Stadion statt, da es für einen kompletten Neubau abgerissen wurde. Der Sieger dieser Austragung war der FC Liverpool.

## Kalender
| Runde                              | Datum             |
| ---------------------------------- | ----------------- |
| Extra Vorrunde                     |                   |
| Vorrunde                           |                   |
| Erste Qualifikationsrunde          |                   |
| Zweite Qualifikationsrunde         |                   |
| Dritte Qualifikationsrunde         |                   |
| Vierte Qualifikationsrunde         | 28. Oktober 2000  |
| Erste Hauptrunde                   | 18. November 2000 |
| Zweite Hauptrunde                  | 9. Dezember 2000  |
| Dritte Hauptrunde                  | 6. Januar 2001    |
| Vierte Hauptrunde                  | 27. Januar 2001   |
| Fünfte Hauptrunde                  | 17. Februar 2001  |
| Sechste Hauptrunde (Viertelfinale) | 10. März 2001     |
| Halbfinale                         | 8. April 2001     |
| Finale                             | 12. Mai 2001      |

## Modus
Kompletter Überblick bei: FA Cup
Der FA Cup wird in Runden ausgespielt. Teilnehmen kann jede Mannschaft, die ein bestimmtes Leistungsniveau hat und ein angemessenes Spielfeld besitzt. Gespielt wird i. d. R. nur mit einem Hinspiel. Bei unentschieden findet ein Rückspiel statt. Endet das Rückspiel ebenfalls unentschieden geht das Spiel in Verlängerung bzw. Elfmeterschießen. Dieser Modus geht bis zur sechsten Hauptrunde. Ab dem Halbfinale gibt es nur ein Spiel ggf. mit Verlängerung und Elfmeterschießen. Jeder Sieger erhält eine Prämie aus den Fernsehgeldern, die nach Runde gestaffelt ist.

## Hauptrunde

### Erste Hauptrunde
Die Spiele wurden am Wochenende des 17. bis 19. November 2000 ausgetragen. Die Wiederholungsspiele fanden zwischen dem 21. November 2000 bis 8. Januar 2001 statt.
|                        | Ergebnis |                            |
| ---------------------- | -------- | -------------------------- |
| FC Blackpool           | 3:1      | Telford United             |
| Chester City           | 1:1      | Plymouth Argyle            |
| FC Chesterfield        | 0:1      | Bristol City               |
| FC Darlington          | 6:1      | AFC Sudbury                |
| AFC Bournemouth        | 2:0      | Swansea City               |
| FC Barnet              | 2:1      | Hampton & Richmond Borough |
| AFC Barrow             | 0:2      | Leyton Orient              |
| FC Bury                | 1:1      | Northwich Victoria         |
| FC Canvey Island       | 4:4      | Port Vale                  |
| Yeovil Town            | 5:1      | Colchester United          |
| FC Reading             | 4:0      | Grays Athletic             |
| FC Walsall             | 4:0      | Exeter City                |
| Macclesfield Town      | 0:1      | Oxford United              |
| Lincoln City F.C.      | 4:0      | Bracknell Town             |
| Luton Town             | 1:0      | Rushden & Diamonds         |
| Swindon Town           | 4:1      | Ilkeston Town              |
| FC Wrexham             | 0:1      | Rotherham United           |
| Hednesford Town        | 2:4      | Oldham Athletic            |
| Wycombe Wanderers      | 3:0      | Harrow Borough             |
| Kidderminster Harriers | 0:0      | Burton Albion              |
| FC Brentford           | 1:3      | FC Kingstonian             |
| Northampton Town       | 4:0      | Frickley Athletic          |
| FC Millwall            | 3:0      | FC Leigh RMI               |
| Carlisle United        | 5:1      | FC Woking                  |
| Scunthorpe United      | 3:1      | Hartlepool United          |
| Mansfield Town         | 1:1      | Peterborough United        |
| Cardiff City           | 5:1      | Bristol Rovers             |
| Halifax Town           | 0:2      | FC Gateshead               |
| Cheltenham Town        | 4:1      | Shrewsbury Town            |
| Torquay United         | 1:1      | Southend United            |
| Kettering Town         | 0:0      | Hull City                  |
| Stoke City             | 0:0      | Nuneaton Borough           |
| Wigan Athletic         | 3:1      | Dorchester Town            |
| Gravesend & Northfleet | 1:2      | Notts County               |
| Cambridge United       | 2:1      | AFC Rochdale               |
| Radcliffe Borough      | 1:4      | York City                  |
| Forest Green Rovers    | 0:3      | FC Morecambe               |
| Dagenham & Redbridge   | 3:1      | FC Hayes                   |
| Aldershot Town         | 2:6      | Brighton & Hove Albion     |
| Havant & Waterlooville | 1:2      | Southport                  |

Wiederholungsspiel
|                     | Ergebnis |                        |
| ------------------- | -------- | ---------------------- |
| Plymouth Argyle     | 1:2      | Chester City           |
| Northwich Victoria  | 1:0      | FC Bury                |
| Port Vale           | 1:2      | FC Canvey Island       |
| Burton Albion       | 2:4      | Kidderminster Harriers |
| Peterborough United | 4:0      | Mansfield Town         |
| Southend United     | 2:1      | Torquay United         |
| Hull City           | 0:1      | Kettering Town         |
| Nuneaton Borough    | 1:0      | Stoke City             |

### Zweite Hauptrunde
Die Spiele wurden zwischen dem 8. und 12. Dezember 2000 ausgetragen. Die Wiederholungsspiele folgten am 19. und 20. Dezember des Jahres.
|                        | Ergebnis |                        |
| ---------------------- | -------- | ---------------------- |
| FC Blackpool           | 0:1      | Yeovil Town            |
| Chester City           | 3:2      | Oxford United          |
| FC Darlington          | 0:0      | Luton Town             |
| AFC Bournemouth        | 3:0      | Nuneaton Borough       |
| Bristol City           | 3:1      | Kettering Town         |
| FC Walsall             | 2:1      | FC Barnet              |
| Northwich Victoria     | 3:3      | Leyton Orient          |
| Lincoln City F.C.      | 0:1      | Dagenham & Redbridge   |
| Swindon Town           | 5:0      | FC Gateshead           |
| Kidderminster Harriers | 0:2      | Carlisle United        |
| FC Millwall            | 0:0      | Wycombe Wanderers      |
| Southend United        | 2:1      | FC Canvey Island       |
| Scunthorpe United      | 2:1      | Brighton & Hove Albion |
| Cardiff City           | 3:1      | Cheltenham Town        |
| FC Southport           | 1:2      | FC Kingstonian         |
| FC Morecambe           | 2:1      | Cambridge United       |
| York City              | 2:2      | FC Reading             |
| Rotherham United       | 1:0      | Northampton Town       |
| Wigan Athletic         | 1:1      | Notts County           |
| Peterborough United    | 1:1      | Oldham Athletic        |

Wiederholungsspiel
|                   | Ergebnis |                     |
| ----------------- | -------- | ------------------- |
| Luton Town        | 2:0      | FC Darlington       |
| Leyton Orient     | 3:2      | Northwich Victoria  |
| Wycombe Wanderers | 2:1      | FC Millwall         |
| FC Reading        | 1:3      | York City           |
| Notts County      | 2:1      | Wigan Athletic      |
| Oldham Athletic   | 0:1      | Peterborough United |

### Dritte Hauptrunde
Die Spiele wurden am 6. bis 8. Januar 2001 absolviert. Nötige Wiederholungsspiele wurden für den 16. bis 27. Januar angesetzt.
|                     | Ergebnis |                         |
| ------------------- | -------- | ----------------------- |
| AFC Bournemouth     | 2:3      | FC Gillingham           |
| FC Burnley          | 2:2      | Scunthorpe United       |
| FC Liverpool        | 3:0      | Rotherham United        |
| Preston North End   | 0:1      | Stockport County        |
| FC Southampton      | 1:0      | Sheffield United        |
| FC Watford          | 1:2      | FC Everton              |
| FC Walsall          | 2:3      | West Ham United         |
| Leicester City      | 3:0      | York City               |
| Nottingham Forest   | 0:1      | Wolverhampton Wanderers |
| Blackburn Rovers    | 2:0      | Chester City            |
| Sheffield Wednesday | 2:1      | Norwich City            |
| Bolton Wanderers    | 2:1      | Yeovil Town             |
| AFC Sunderland      | 0:0      | Crystal Palace          |
| Derby County        | 3:2      | West Bromwich Albion    |
| Luton Town          | 3:3      | Queens Park Rangers     |
| Swindon Town        | 0:2      | Coventry City           |
| Newcastle United    | 1:1      | Aston Villa             |
| Wycombe Wanderers   | 1:1      | Grimsby Town            |
| Manchester City     | 3:2      | Birmingham City         |
| FC Fulham           | 1:2      | Manchester United       |
| FC Portsmouth       | 1:2      | Tranmere Rovers         |
| Bradford City       | 0:1      | FC Middlesbrough        |
| Carlisle United     | 0:1      | FC Arsenal              |
| FC Chelsea          | 5:0      | Peterborough United     |
| FC Wimbledon        | 2:2      | Notts County            |
| Southend United     | 0:1      | FC Kingstonian          |
| Huddersfield Town   | 0:2      | Bristol City            |
| Cardiff City        | 1:1      | Crewe Alexandra         |
| Charlton Athletic   | 1:1      | Dagenham & Redbridge    |
| FC Morecambe        | 0:3      | Ipswich Town            |
| Leeds United        | 1:0      | FC Barnsley             |
| Leyton Orient       | 0:1      | Tottenham Hotspur       |

Wiederholungsspiel
|                      | Ergebnis              |                   |
| -------------------- | --------------------- | ----------------- |
| Scunthorpe United    | 1:1 n. V. (5:4 i. E.) | FC Burnley        |
| Crystal Palace       | 2:4                   | AFC Sunderland    |
| Queens Park Rangers  | 2:1                   | Luton Town        |
| Aston Villa          | 1:0                   | Newcastle United  |
| Grimsby Town         | 1:3                   | Wycombe Wanderers |
| Notts County         | 0:1                   | FC Wimbledon      |
| Crewe Alexandra      | 2:1                   | Cardiff City      |
| Dagenham & Redbridge | 0:1                   | Charlton Athletic |

### Vierte Hauptrunde
Die Spiele fanden am 27. und 28. Januar 2001 statt. Die erforderlichen Wiederholungsspiele wurden vom 6. bis 13. Februar ausgetragen.
|                     | Ergebnis |                         | Zuschauer |
| ------------------- | -------- | ----------------------- | --------- |
| Bristol City        | 1:1      | FC Kingstonian          | 14.787    |
| FC Southampton      | 3:1      | Sheffield Wednesday     | 15.251    |
| FC Gillingham       | 2:4      | FC Chelsea              | 10.419    |
| Blackburn Rovers    | 0:0      | Derby County            | 18.858    |
| Aston Villa         | 1:2      | Leicester City          | 26.383    |
| Bolton Wanderers    | 5:1      | Scunthorpe United       | 11.737    |
| Crewe Alexandra     | 0:1      | Stockport County        | 7.318     |
| FC Middlesbrough    | 0:0      | FC Wimbledon            | 20.625    |
| AFC Sunderland      | 1:0      | Ipswich Town            | 33.626    |
| FC Everton          | 0:3      | Tranmere Rovers         | 39.207    |
| Wycombe Wanderers   | 2:1      | Wolverhampton Wanderers | 9.617     |
| Manchester City     | 1:0      | Coventry City           | 24.637    |
| Queens Park Rangers | 0:6      | FC Arsenal              | 19.003    |
| Manchester United   | 0:1      | West Ham United         | 67.029    |
| Charlton Athletic   | 2:4      | Tottenham Hotspur       | 18.101    |
| Leeds United        | 0:2      | FC Liverpool            | 37.108    |

Wiederholungsspiel
|                | Ergebnis |                  | Zuschauer |
| -------------- | -------- | ---------------- | --------- |
| FC Kingstonian | 0:1      | Bristol City     | 3.341     |
| Derby County   | 2:5      | Blackburn Rovers | 15.203    |
| FC Wimbledon   | 3:1      | FC Middlesbrough | 5.991     |

### Fünfte Hauptrunde
Die Begegnungen wurden am 17. und 18. Februar 2001 ausgetragen. Die Wiederholungsspiele folgten am 20. Februar und dem 7. März.
|                   | Ergebnis |                  | Zuschauer |
| ----------------- | -------- | ---------------- | --------- |
| FC Liverpool      | 4:2      | Manchester City  | 36.231    |
| FC Southampton    | 0:0      | Tranmere Rovers  | 15.232    |
| Leicester City    | 3:0      | Bristol City     | 20.905    |
| Bolton Wanderers  | 1:1      | Blackburn Rovers | 22.048    |
| AFC Sunderland    | 1:0      | West Ham United  | 36.005    |
| Tottenham Hotspur | 4:0      | Stockport County | 36.040    |
| Wycombe Wanderers | 2:2      | FC Wimbledon     | 9.650     |
| FC Arsenal        | 3:1      | FC Chelsea       | 38.096    |

Wiederholungsspiel
|                  | Ergebnis        |                   | Zuschauer |
| ---------------- | --------------- | ----------------- | --------- |
| Tranmere Rovers  | 4:3             | FC Southampton    | 12.910    |
| Blackburn Rovers | 3:0             | Bolton Wanderers  | 20.318    |
| FC Wimbledon     | 2:2 (7:8 i. E.) | Wycombe Wanderers | 9.464     |

## Sechste Hauptrunde
Die Spiele fanden am 10. und 11. März 2001 statt.
|                 | Ergebnis |                   | Zuschauer |
| --------------- | -------- | ----------------- | --------- |
| Leicester City  | 1:2      | Wycombe Wanderers | 21.969    |
| Tranmere Rovers | 2:4      | FC Liverpool      | 16.342    |
| West Ham United | 2:3      | Tottenham Hotspur | 26.048    |
| FC Arsenal      | 3:0      | Blackburn Rovers  | 36.304    |

## Halbfinale
Die Spiele wurden am 8. April 2001 ausgetragen. Als Austragungsort diente für das Spiel Arsenal gegen Tottenham das Old Trafford in Manchester. Die Wycombe Wanderers und Liverpool begegneten sich im Villa Park in Birmingham.
|                   | Ergebnis |                   | Zuschauer |
| ----------------- | -------- | ----------------- | --------- |
| FC Arsenal        | 2:1      | Tottenham Hotspur | 63.541    |
| Wycombe Wanderers | 1:2      | FC Liverpool      | 40.037    |

## Finale
| FC Liverpool                                                                   | FC Liverpool | FC Arsenal | FC Arsenal | Aufstellung                               |
| ------------------------------------------------------------------------------ | --- | --- | ---------- | ----------------------------------------- |
| FC Liverpool                                                                   | \| Samstag: 12. Mai 2001 um 15:00 Uhr WESZ in Cardiff, Wales (Millennium Stadium) \| \| Ergebnis: 2:1 (0:0) \| \| Zuschauer: 72.500 \| \| Schiedsrichter: Steve Dunn \| \| Spielbericht \|                                                                                              | \| Samstag: 12. Mai 2001 um 15:00 Uhr WESZ in Cardiff, Wales (Millennium Stadium) \| \| Ergebnis: 2:1 (0:0) \| \| Zuschauer: 72.500 \| \| Schiedsrichter: Steve Dunn \| \| Spielbericht \|                                                                               | FC Arsenal | Aufstellung FC Liverpool gegen FC Arsenal |
| FC Liverpool                                                                   | Sander Westerveld – Markus Babbel, Stéphane Henchoz, Sami Hyypiä – Jamie Carragher, Danny Murphy (77. Patrik Berger), Steven Gerrard, Dietmar Hamann (60. Gary McAllister), Vladimír Šmicer (77. Robbie Fowler) – Emile Heskey, Michael Owen Cheftrainer: Gérard Houllier ( Frankreich) | David Seaman – Lee Dixon (90. Dennis Bergkamp), Martin Keown, Tony Adams , Ashley Cole – Robert Pirès, Gilles Grimandi, Patrick Vieira, Freddie Ljungberg (85. Nwankwo Kanu) – Sylvain Wiltord (76. Ray Parlour), Thierry Henry Cheftrainer: Arsène Wenger ( Frankreich) | FC Arsenal | Aufstellung FC Liverpool gegen FC Arsenal |
| FC Liverpool                                                                   | 1:1 Michael Owen (83.) 2:1 Michael Owen (88.) | 0:1 Freddie Ljungberg (72.) | FC Arsenal | Aufstellung FC Liverpool gegen FC Arsenal |
| FC Liverpool                                                                   | Dietmar Hamann (57.) | Freddie Ljungberg (62.) | FC Arsenal | Aufstellung FC Liverpool gegen FC Arsenal |
| Samstag: 12. Mai 2001 um 15:00 Uhr WESZ in Cardiff, Wales (Millennium Stadium) | | |            |                                           |
| Ergebnis: 2:1 (0:0)                                                            | | |            |                                           |
| Zuschauer: 72.500                                                              | | |            |                                           |
| Schiedsrichter: Steve Dunn                                                     | | |            |                                           |
| Spielbericht                                                                   | | |            |                                           |